# Meadows
«Meadows» es una canción interpretada por el músico estadounidense Joe Walsh. Fue publicada el 25 de enero de 1974 como el segundo y último sencillo de The Smoker You Drink, the Player You Get (1973).

## Composición
Al igual que el sencillo principal, «Rocky Mountain Way», la naturaleza también fue el centro de la introspectiva para «Meadows», cuyo estribillo “I'm out here in the meadow / Part of an old stone wall” surgió de un paseo matutino que Walsh hizo una vez en Massachusetts. “Estaba conduciendo una mañana y había niebla”, dijo más tarde a In the Studio, “y miré a través de este prado y era hermoso. Había caballos. Era una granja de caballos y había un viejo granero en ruinas. Y lo que noté por primera vez fue que había aproximadamente un muro de media milla; y hay muros por toda Nueva Inglaterra que solían dividir propiedades — los agricultores amontonaban piedras a lo largo del borde de sus tierras para despejar el terreno para cultivar. [...] Y me sentí un poco solo y era una mañana muy brumosa y estaba de muy buen humor”.

## Recepción de la crítica
La revista Record World elogió las “excelentes guitarras y voces” de la “canción de rock que está destinada a ser un monstruo”, mientras que Cash Box escribió: “No es tan pesado como «Rocky Mount[ain Way]», este todavía tiene esa cualidad de conducción dura y alta energía que se ha convertido en un elemento básico de las listas”.

## Posicionamiento
| Gráfica (1974)                              | Pico de posición |
| ------------------------------------------- | ---------------- |
| Estados Unidos (Billboard Hot 100)          | 89               |
| Estados Unidos (Cash Box Top 100 Singles)   | 77               |
| Estados Unidos (Record World Singles Chart) | 71               |